# Tramvajová doprava v Konotopu
Tramvajová doprava v Konotopu (ukrajinsky Конотопський трамвай) je se svou délkou 28 kilometrů a 45 zastávkami jednou z nejmenších tramvajových sítí na Ukrajině. Síť má široký rozchod kolejí 1524 mm a její první část byla otevřena 25. prosince 1949.

## Historie
První myšlenky na vytvoření sítě tramvajové dopravy v Konotopu se datují do roku 1913, kdy byly spojeny se jménem starosty Hryhorije Demčenka. Stavba však začala až po druhé světové válce, a to s pomocí místních obyvatel a bez získání stavebních povolení a vypracování projektové dokumentace. Ke zprovoznění prvního úseku došlo 25. prosince 1949.
Od 6. června 2018 celá tramvajová síť po dobu tři a půl měsíce nefungovala z důvodu stávky zaměstnanců dopravního podniku, kterým podnik nezaplatil mzdy. Během této stávky dokonce došlo k úmyslnému zakrývání kolejového svršku ze strany místních obyvatel, jehož část si opětovné zahájení tramvajového provozu nepřála. Dne 22. srpna 2018 však opět došlo k zahájení pravidelného provozu na některých tratích a o měsíc později na celé tramvajové síti.

## Infrastruktura
Velká část tratí je jednokolejná a vede po nezpevněné části komunikací. Obecně byl kolejový svršek v roce 2020 ve velmi špatném technickém stavu.
V roce 2020 město plánovalo rozšíření tramvajové sítě zhruba na dvojnásobek, avšak k dispozici nemělo potřebné množství finančních prostředků.

## Provoz
V roce 2020 byly tramvaje provozovány každý den od 5:00 do 20:00. Pro důchodce bylo jízdné zdarma.

### Linkové vedení
V roce 2020 byly v provozu tři tramvajové linky:
- 1 Depovskaja (Деповська) – Zahrebellja (Загребелля) (20minutový takt)
- 2 Rjabošapka (Рябошапка) – Motordetal (Мотордеталь) (20minutový takt)
- 3 Depovskaja (Деповська) – Selišče KVRZ (селище КВРЗ) (50minutový takt)

## Vozový park

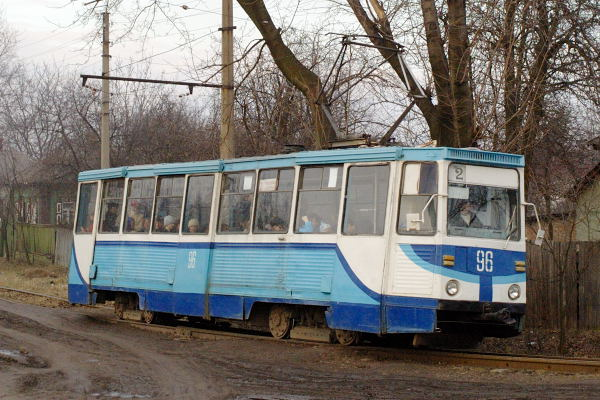
Tramvaj typu KTM-5-96 v Konotopu

V roce 2019 vypsalo město Konotop výběrové řízení na zakoupení nových tramvají. Hovořilo se o dodání pražských vozů T6A5 nebo berlínských T6A2. Řízení však vyhrál Obchodní dům Litan, který v průběhu roku dodal 6 použitých vozů Tatra T3A z lotyšské Rigy za cenu 2,37 milionu hřiven. Na začátku roku 2020 nabídl kyjevský dopravní podnik Konotopu 20 již nepotřebných tramvají typu Tatra T3.

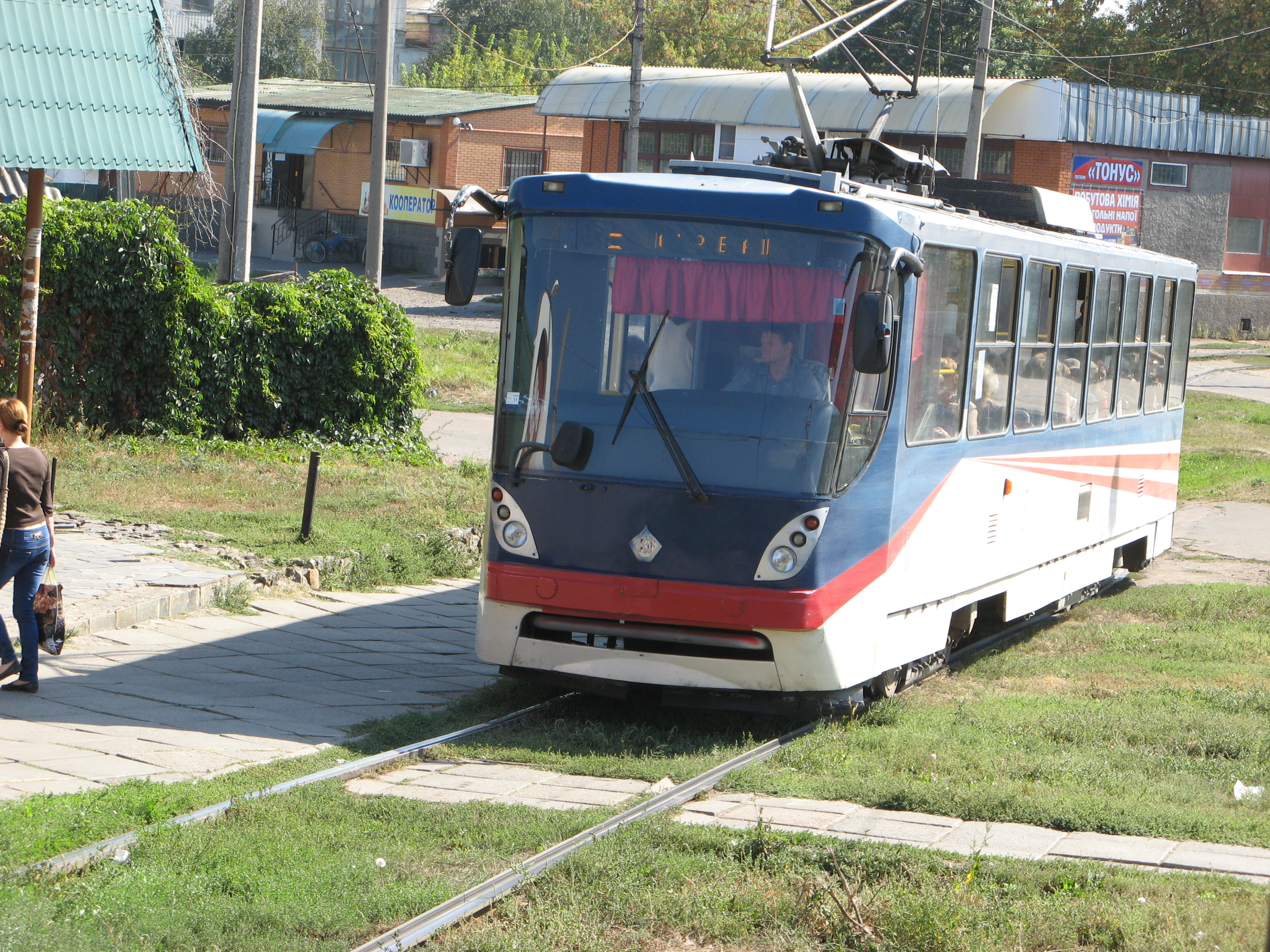
Tramvaj typu K-1 v Konotopu

V místním tramvajovém systému byly v roce 2020 k pravidelné přepravě cestujících určena následující vozidla:
- 9 ks KTM-5M3
- 6 ks Tatra T3A (zakoupeny v roce 2019 z lotyšské Rigy)
- 1 ks K-1

Ke služebním účelům byly využívány dva vozy GS-4.
- 2 ks GS-4

V roce 2023 pak bylo do Konotopu darováno 25 tramvají T6A5 z Ostravy.